# 薄鱗魚
薄鱗魚（學名：Leptolepis）是薄鱗魚目 Leptolepiformes薄鱗魚科一屬已滅絕的真骨附類。生存於中生代，据猜测应该是最初出現的真骨附類之一。

## 外觀
薄鱗魚長約30厘米，外觀像現今的鯡魚，但並非近親。牠們只第一類真正的硬骨魚，而且身上有鱗片覆蓋。相比以往的叉鱗魚，其骨骼是由骨頭及軟骨組成，而且身上沒有鱗片。薄鱗魚這兩個特徵能令牠們游得更快，因為骨質的脊柱在扭動時更能抵受壓力。
由於發現集體的薄鱗魚遺骸，估計牠們是群居的，這能夠提供一定的保護。佩拉古鱷是已知薄鱗魚的一種天敵，因為在佩拉古鱷化石的胃中發現有薄鱗魚遺骸。

## 相似種
在美國科羅拉多州發現了一個薄鱗魚相似種的接近完整骨骼化石。這個相似種長13厘米及可能重37克，相比同期的Morrolepis及Hulettia體型較深。這是唯一在莫里遜組發現的真骨附類，而且其形態也較同地層的其他魚類更為進化。其尾巴更像現今的魚類。估計牠們是吃同期的魚類及細小無脊椎動物。